# HERO (EXILE單曲)
《HERO》為日本音樂團體EXILE（放浪兄弟）的第17張單曲。2004年12月1日於日本發行。

## 解說
- 第一張的精選專輯《PERFECT BEST》的先行單曲。
- 《FIND YOU》是ATSUSHI所帶領的《COLOR》的樂曲。
- ATSUSHI說，「到目前為止自己想表現得比人更好而勉強放入假聲，於是自己1人在角力。但是這首歌打算是抱著以EXILE的真正魅力來取勝的心情，全部沒放入多餘的即興表演和假聲。以歌詞和歌聲決勝負。這是與作EXILE的我自己的1個回答」。
- PV攝影是於洛杉磯進行。
- 26th單人《I Believe》，及精選專輯《EXILE CATCHY BEST》以ATSUSHI, TAKAHIRO再次錄音的版本被收錄。

## 發行版本
- CD
- SACD
- DVD-Audio

## 收錄歌曲
1. HERO [4:46]
  - 作詞：SHUN / 作曲・編曲：原一博

TBS電視系劇集《ホットマン2》主題歌
2. FIND YOU / COLOR 
  - 作詞：Michico / 作曲：Michico & T.Kura
3. HERO (Instrumental) [4:46]
4. FIND YOU / COLOR (Instrumental)

## 備註
1. 1 2  . Oricon. 2004  [2013-01-13]. （原始内容存档于2013-04-26） （日语）.